# Yoshiaki Fujita
Yoshiaki Fujita (藤田 義明 Fujita Yoshiaki?), född 12 januari 1983 i Tochigi prefektur, är en japansk fotbollsspelare.
Fujita började sin karriär 2005 i JEF United Chiba. 2006 flyttade han till Oita Trinita. Han spelade 109 ligamatcher för klubben. Med Oita Trinita vann han japanska ligacupen 2008. 2011 flyttade han till Júbilo Iwata.